# جيري همينغواي
جيري همينغواي (بالإنجليزية: Gerry Hemingway)‏ هو عازف جاز وكاتب أغاني أمريكي، ولد في 23 مارس 1955 في نيو هيفن في الولايات المتحدة.

## وصلات خارجية
- جيري همينغواي على موقع ميوزك برينز (الإنجليزية)
- جيري همينغواي على موقع أول ميوزيك (الإنجليزية)
- جيري همينغواي على موقع ديسكوغز (الإنجليزية)